# Pterynotus barclayanus
Pterynotus barclayanus is een slakkensoort uit de familie van de Muricidae. De wetenschappelijke naam van de soort is voor het eerst geldig gepubliceerd in 1873 door H. Adams.